# Club Deportivo Eldense
Il Club Deportivo Eldense, noto semplicemente come Eldense, è una società calcistica spagnola di Elda, città della comunità autonoma di Valencia. Fondato nel 1921, il club milita nella Segunda División, la seconda serie del campionato spagnolo di calcio, e disputa le partite casalinghe allo stadio municipale Nuevo Pepico Amat, che ha una capacità di 4.036 spettatori.

## Storia

### Fondazione ed esordi (1921-1955)
Il Club Deportivo Eldense fu fondato il 17 settembre 1921, da un gruppo di tifosi locali del Barcellona; il primo presidente della società fu D. Joaquín Seguí Fernández. La prima partita venne disputata il 1 novembre, contro l'Elde F.C. squadra ai tempi più antica della città ma che nel 1925 si dissolse, lasciando l'Eldense come squadra principale.
Nel 1924 la società si iscrisse alla Federazione calcistica Valenciana, e nello stesso anno disputò il suo primo torneo ufficiale. In questi anni l'attività fu quasi unicamente di carattere locale. Nella stagione 1928-29 l'Eldense debuttò nella sua prima competizione ufficiale di campionato, esordendo nella Seconda Categoria Regionale. Del 1930 è la prima promozione in Prima Categoria Regionale, allora quarto livello del calcio spagnolo, seguita da una immediata nuova retrocessione. Fu in questi anni che militò nel club il portiere Pepito Amat, nato in città e divenuto presto idolo della tifoseria locale, a cui venne anni dopo dedicato lo stadio del club, che tuttora porta il suo nome.
Nel 1944, con la riforma della Tercera División, divenuta vera e prioria terza categoria del calcio spagnolo, l'Eldense fece il suo esordio nella nuova serie. Il club entrò in crisi nel 1951, perdendo l'accesso alla categoria e vedendo minacciata la sua stessa esistenza, a causa dei debiti accumulati. La crisi fu risolta grazie a una raccolta fondi organizzata in città, e nel 1954 la squadra venne riammessa in Tercera División. Nello stesso anno, divenne presidente del club Luis Cremades Viñedo, sotto la guida del quale il club ottenne i suoi risultati più prestigiosi.

### L'Epoca d'oro (1956-1964) e l'assestamento in Tercera División
Nel 1956 l'Eldense venne promosso per la prima volta in Segunda División, la serie cadetta della piramide calcistica spagnola, nella quale riuscì ad ottenere due volte la salvezza, retrocedendo nuovamente nel 1959. Tre anni dopo, nel 1962, il club si laureò campione di Tercera División, ottenendo una nuova promozione in seconda serie. Nella successiva stagione 1962-1963, la squadra si classificò settima nel Gruppo II della Segunda División, raggiungendo quello che ancora oggi è il miglior piazzamento della sua storia in campionato. Il risultato non fu tuttavia ripetuto l'anno seguente, che vide la squadra retrocedere.
La fine degli anni '60 vide il club assestarsi in Tercera División e vincere per due volte il campionato (1966 e 1967), ma fallire in entrambi i casi la promozione. Con la ristrutturazione dei livelli inferiori del calcio spagnolo, il vlub perdette l'accesso alla categoria nel 1970, scendendo nuovamente in Primera Categoria Regional, ma riuscì a vincere il campionato e a riguadagnare la terza categoria già l'anno successivo.
Fra il 1971 ed il 1976 l'Eldense riuscì ad assestarsi in Tercera División, venendo iscritta nel 1977 alla neonata Segunda División B, a seguito di una nuova ristrutturazione delle categorie calcistiche spagnole. Una nuova crisi societaria si riflesse sui risultati sportivi, che videro la squadra scendere in quarta categoria una prima volta nel 1978 ed una seconda nel 1981. Il decennio successivo vide l'Eldense riuscire a riaffacciarsi alla terza categoria solo fra il 1987, anno di una nuova promozione in Segunda División B ed il 1991, anno in cui una nuova rertrocessione aprì un quindicennio di permanenza in Tercera División per il club azulgrana.

### Anni recenti (2006- oggi)

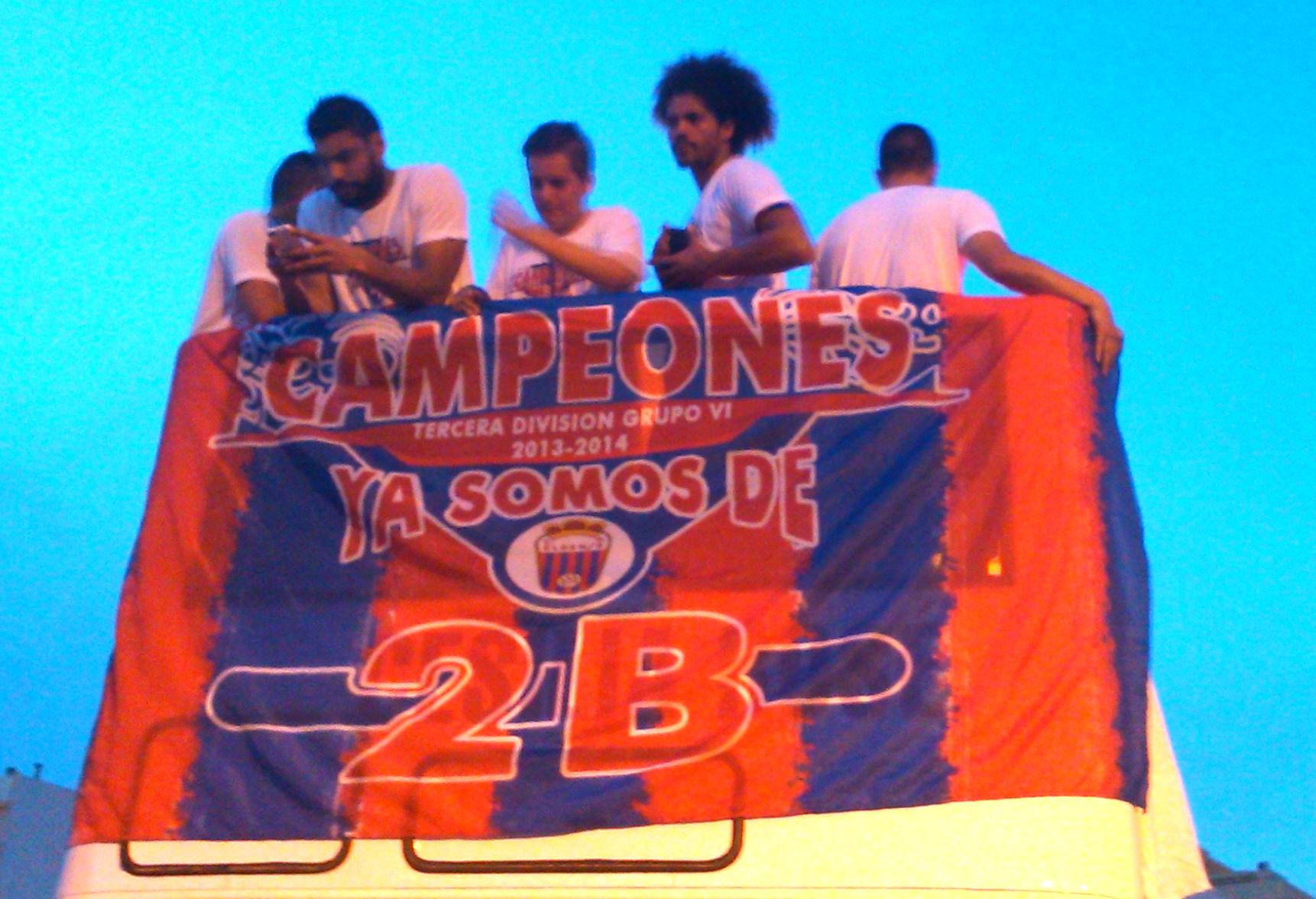
I giocatori dell'Eldense festeggiano la promozione in Segunda División B nel 2014.

Fu solo nella stagione 2005-06 che la squadra riuscì a riaffacciarsi in terza serie, venendo subito retrocessa nuovamente. Terminata la costruzione del nuovo impianto sportivo, il Nuevo Pepico Amat nel 2013, una nuova promozione, ottenuta vincendo il campionato di Tercera División nel 2014, portò la squadra a disputare tre campionati consecutivi in Segunda División B fra il 2014 ed il 2016, anno in cui venne nuovamente retrocessa.
Nel 2017 il club fu coinvolto in una inchiesta giudiziaria, che vide l'allenatore italiano Filippo Vito di Pierro e il direttore generale Nobile Capuani essere arrestati dalle autorità spagnole con l'accusa di corruzione e modifica dei risultati sportivi. A seguito dell'inchiesta, L'Eldense ha sospeso temporaneamente tutte le attività sportive, rescindendo anche il contratto con il gruppo di investimento italiano rappresentato da Capuani. Ha inoltre svincolato 12 giocatori, mentre cinque persone sono state arrestate in relazione alla vicenda.
Dopo quattro anni trascorsi in Tercera División, la squadra è stata promossa al nuovo quarto livello della Segunda División RFEF nella stagione 2020-21 a causa della ristrutturazione del sistema dei campionati di calcio spagnoli. Il 28 maggio 2022, l'Eldense si è assicurata la seconda promozione consecutiva nella nuova Primera Federación dopo aver battuto il Sestao River nell'ultima partita dei playoff. Il 25 giugno 2023, l'Eldense ha ottenuto una nuova promozione in Segunda División, siglando la terza promozione in quattro anni e tornando a riaffacciarsi nella categoria cadetta a 59 anni dall'ultima apparizione.

## Colori e simboli
L'Eldense veste dalla propria fondazione nel 1921 una maglia a strisce verticali rosse e blu simile a quella del Barcellona, a cui i fondatori del club, simpatizzanti della società blaugrana, si ispirarono. Tradizionalmente, i calzoncini sono di colore nero, per accentuare la differenza con la squadra catalana.
Lo stemma della squadra raffigura uno scudo stilizzato colorato di strisce rosse e blu, riportante sulla sommità una corona e la denominazione ufficiale del club, e sulla parte inferiore un pallone da calcio.

## Strutture

### Stadio

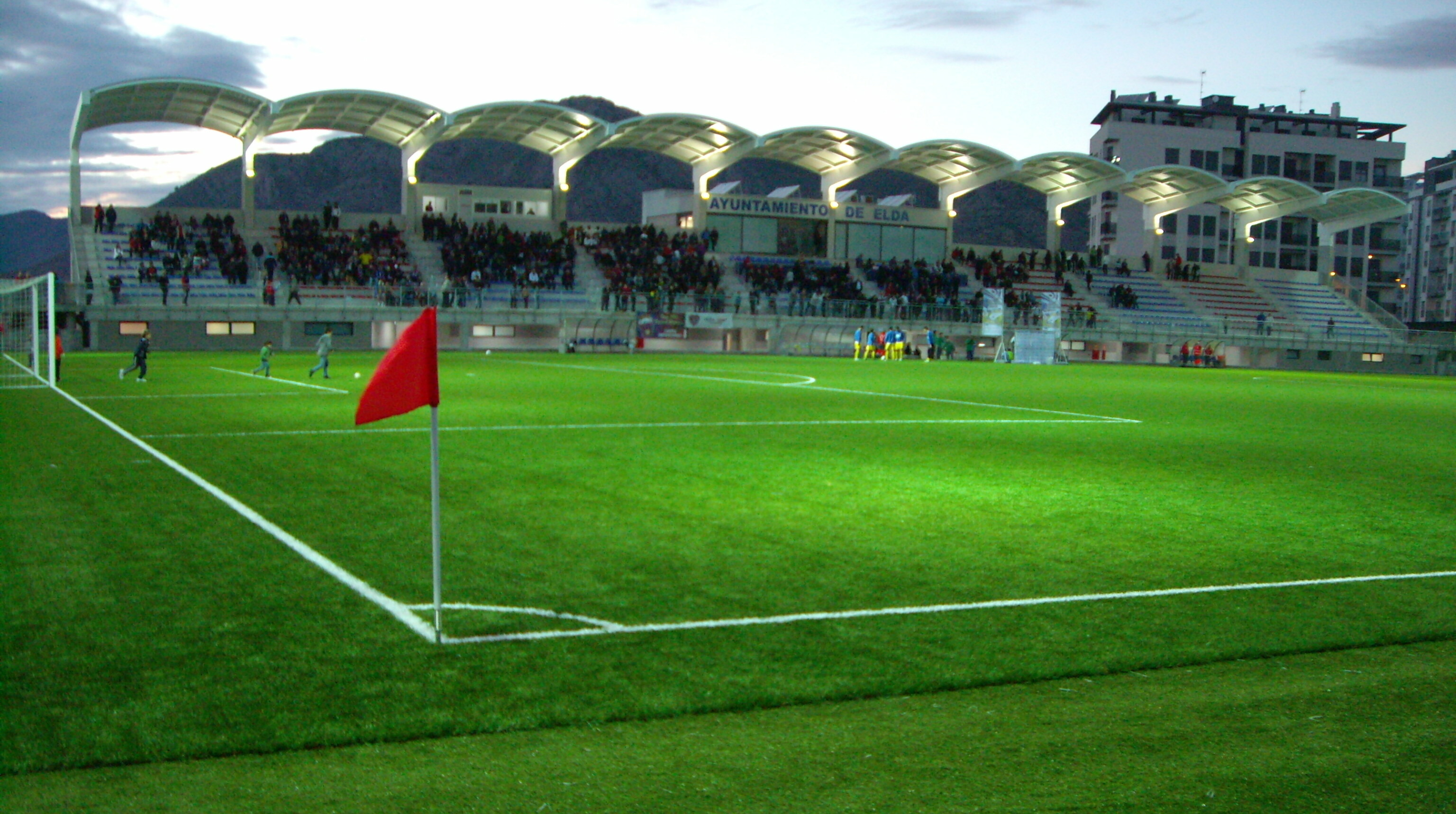
Vista dello stadio Nuevo Pepico Amat, attuale impianto del club.

Il primo stadio del club fu denominato El Parque (Il Parco) e fu inaugurato nel 1923. Fu abbandonato nel 1964, e sostituito dal nuovo Estadio Municipal, dalla capienza di 6.000 posti, in seguito ampliata a 8.000 dopo la ristrutturazione del 1988. Nel 1994, l'impianto fu rinominato Estadio Pepito Amat.
Il 30 settembre 2012 è stato inaugurato il nuovo stadio del club, denominato Stadio Nuevo Pepico Amat, dalla capacità di 4.036 posti, catalogato come stadio di categoria 2 secondo la classificazione UEFA.

## Società

### Club Deportivo Eldense B
Come la grande maggioranza delle squadre spagnole, anche l'Eldense dispone di una squadra giovanile, denominata Club Deportivo Eldense B, fondata nel 1994.

## Palmarès

### Competizioni nazionali
- Tercera División: 13

1955–1956, 1961–1962, 1965–1966, 1966–1967, 1978–1979, 1982–1983, 1983–1984, 1984–1985, 1985–1986, 1991–1992, 1997–1998, 2013–2014, 2020-2021

## Statistiche e record

### Partecipazioni ai campionati
Dalla stagione 1920-1921 alla 2024-2025 il club ha ottenuto le seguenti partecipazioni ai campionati nazionali:
| Livello | Categoria                                                                                  | Partecipazioni | Debutto   | Ultima stagione | Totale |
| ------- | ------------------------------------------------------------------------------------------ | -------------- | --------- | --------------- | ------ |
| 2º      | Segunda División                                                                           | 7              | 1956-1957 | 2024-2025       | 7      |
| 3º      | Tercera División / Segunda División B / Primera Categoria Regional / Primera División RFEF | 40             | 1941-1942 | 2022-2023       | 40     |
| 4º      | Primera Categoria Regional / Tercera División/ División Regional / Segunda Federación      | 36             | 1929-1930 | 2021-2022       | 36     |
| 5º      | Divisioni inferiori                                                                        | 10             | 1928-1929 | 1952-1953       | 10     |

## Tifoseria

### Gemellaggi e rivalità

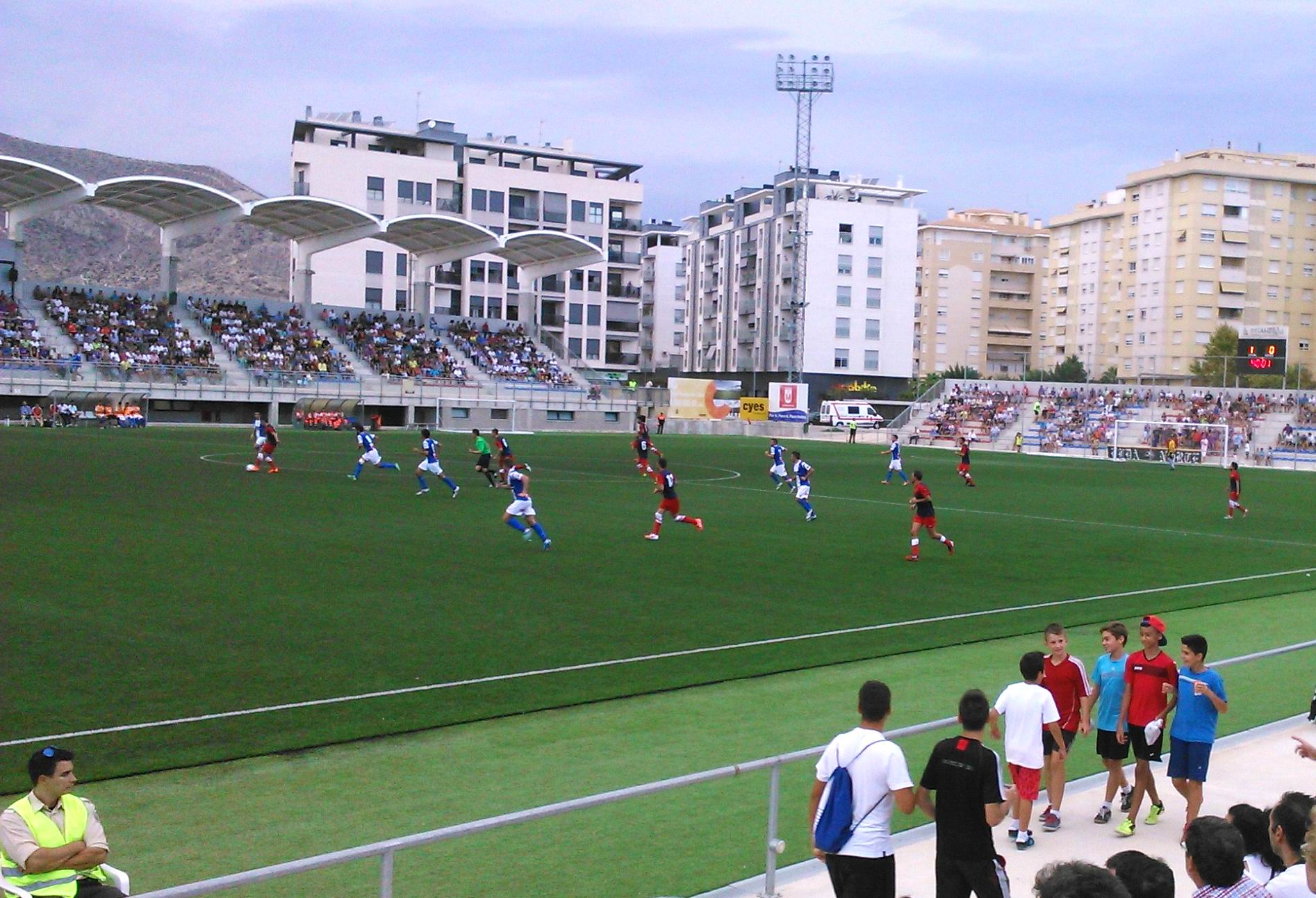
Una partita fra Eldense e Alcoyano nel 2014.

La rivalità maggiormente sentita dalla tifoseria eldense è tradizionalmente quella con l'Alcoyano, a causa dei frequenti scontri fra le due compagini, che per diversi anni hanno militato nella medesima categoria, e della vicnianza geografica fra le città di Elda e Alcoy. Altre rivalità su base geografica sono presenti con l'Hércules e l'Elche.

## Organico

### Rosa 2024-2025
Rosa aggiornata al 12 marzo 2025.
| N. |                                 | Ruolo | Calciatore         |
| -- | ------------------------------- | ----- | ------------------ |
| 1  | Spagna (bandiera)               | P     | Dani Martín        |
| 3  | Spagna (bandiera)               | D     | Iván Martos        |
| 4  | Bosnia ed Erzegovina (bandiera) | D     | Dario Đumić        |
| 5  | Spagna (bandiera)               | D     | Íñigo Piña         |
| 6  | Spagna (bandiera)               | C     | Víctor Camarasa    |
| 7  | Marocco (bandiera)              | C     | Simo Bouzaidi      |
| 8  | Spagna (bandiera)               | C     | Sergio Ortuño      |
| 9  | Spagna (bandiera)               | C     | Nacho Quintana     |
| 10 | Spagna (bandiera)               | C     | Javier Llabrés     |
| 11 | Spagna (bandiera)               | A     | Juanto Ortuño      |
| 12 | Portogallo (bandiera)           | C     | Francisco Geraldes |
| 13 | Spagna (bandiera)               | P     | Ian Mackay         |
| 14 | Spagna (bandiera)               | D     | Nacho Monsalve     |
| 15 | Spagna (bandiera)               | D     | Fran Gámez         |

| N. |                    | Ruolo | Calciatore      |
| -- | ------------------ | ----- | --------------- |
| 16 | Marocco (bandiera) | C     | Youness Lachhab |
| 16 | Brasile (bandiera) | A     | Masca           |
| 17 | Spagna (bandiera)  | D     | Víctor García   |
| 18 | Spagna (bandiera)  | C     | Unai Ropero     |
| 19 | Spagna (bandiera)  | C     | Joel Jorquera   |
| 20 | Spagna (bandiera)  | C     | Iván Chapela    |
| 21 | Spagna (bandiera)  | C     | Álex Bernal     |
| 22 | Romania (bandiera) | D     | Ricardo Grigore |
| 23 | Spagna (bandiera)  | C     | Marc Mateu      |
| 24 | Spagna (bandiera)  | C     | David Timor     |
| 25 | Spagna (bandiera)  | C     | Diego Collado   |
| 27 | Nigeria (bandiera) | A     | Sixtus Ogbuehi  |
| 29 | Spagna (bandiera)  | A     | Alan Godoy      |
|    | Guinea (bandiera)  | C     | Amadou Diawara  |